# Kudlaii, Nemîriv
Kudlaii (în ucraineană Кудлаї) este localitatea de reședință a comunei Kudlaii din raionul Nemîriv, regiunea Vinnița, Ucraina.

## Demografie
Componența lingvistică a localității Kudlaii
     Ucraineană (98,03%)
     Rusă (1,97%)
Conform recensământului din 2001, majoritatea populației localității Kudlaii era vorbitoare de ucraineană (98,03%), existând în minoritate și vorbitori de rusă (1,97%).

## Legături externe
- pl Kudłaje în Dicționarul geografic al Regatului Poloniei și al altor țări slave, volum IV (Kęs — Kutno) anul 1883